# Unité urbaine

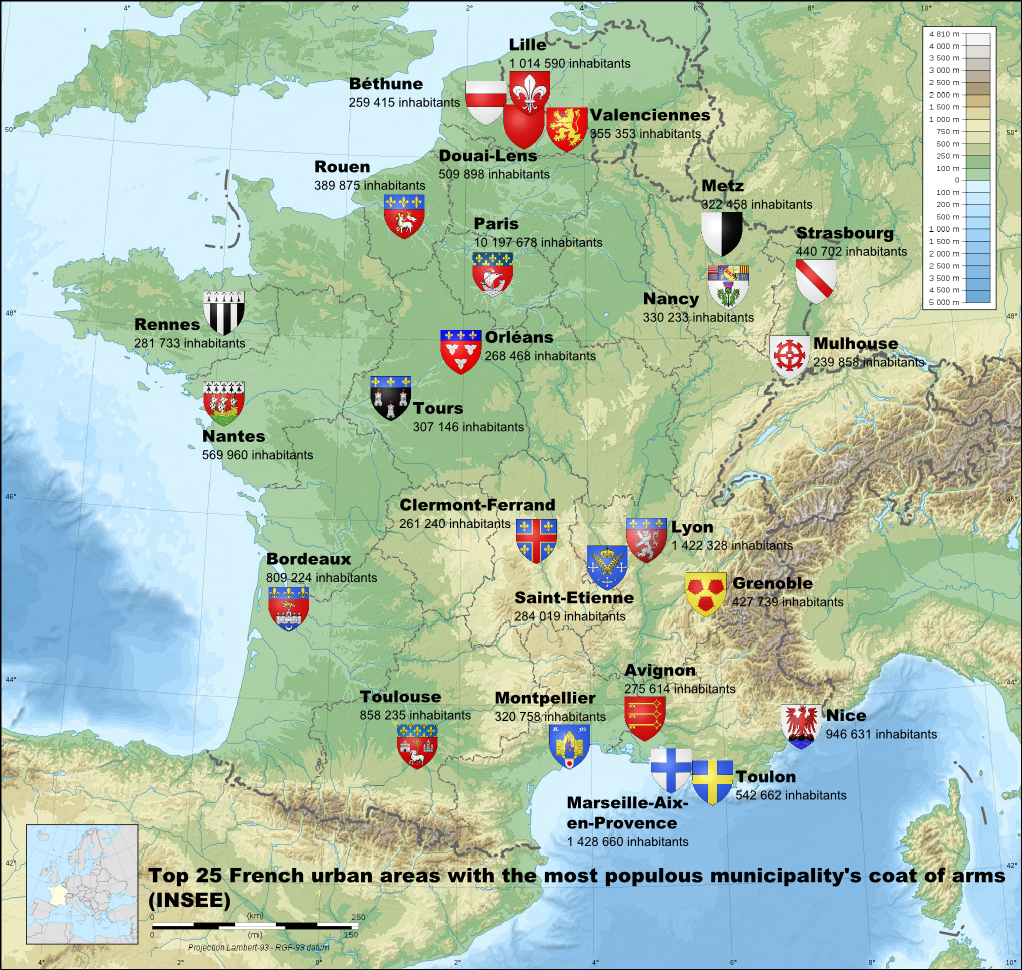
Die 25 größten Unités urbaines in Frankreich

Unité urbaine (deutsch städtische Siedlungs-Einheit) ist ein vom französischen Institut national de la statistique et des études économiques (INSEE) verwendeter Begriff der Siedlungsgeographie, der eine städtische Siedlung, Siedlungszone oder Agglomeration beschreibt.

## Definition
Nach der Definition der INSEE ist eine Unité urbaine eine Gemeinde oder eine Gruppe aneinandergrenzender Gemeinden, auf deren Territorium ein bebautes Gebiet mit mehr als 2.000 Einwohnern existiert, in dem kein Haus von dem nächsten mehr als 200 Meter entfernt ist. Dabei muss zudem mindestens die Hälfte der Bevölkerung jeder der betroffenen Gemeinden innerhalb dieser geschlossenen bebauten Zone leben, damit sie zu der Unité urbaine gerechnet wird. Wenn eine Unité urbaine mehrere Gemeinden umfasst, wird sie auch als Agglomération multicommunale oder Agglomération urbaine, wenn sie nur eine Gemeinde umfasst, wird sie auch als Ville isolée bezeichnet.
Die politischen und administrativen Grenzen oberhalb der Ebene der Gemeinden sind für die Abgrenzung der Unités urbaines irrelevant, so dass diese auch Gemeinden umfassen können, die zu verschiedenen Départements oder Regionen und in einigen Fällen selbst zu unterschiedlichen Staaten gehören.
Alle Gemeinden, die Teil einer Unité urbaine sind, gelten nach der Definition der INSEE als städtische Gemeinden (communes urbaines), ihre Bevölkerung wird als städtische Bevölkerung klassifiziert. Die übrigen Gemeinden gelten als ländliche Gemeinden (communes rurales).

## Statistik
Aufgrund der Ergebnisse der Volkszählung von 1999 identifizierte das INSEE in Frankreich 2.055 Unités urbaines, davon 1.995 im europäischen Frankreich und 60 in den Überseegebieten. Die Unités urbaines des europäischen Frankreichs hatten insgesamt 44.200.000 Einwohner, was bei einer Gesamtbevölkerung von 58.500.000 einem Anteil der städtischen Bevölkerung von 75,5 % entspricht.
Die Abgrenzung der Unités urbaines wird nach jeder Volkszählung durch die INSEE aktualisiert.
Anzahl der Unités urbaines in Frankreich nach Größe:
| Einwohnerzahl (1999) | Europa | Übersee | gesamt |
| -------------------- | ------ | ------- | ------ |
| über 1 000 000       | 4      |         | 4      |
| 500.000 bis 999.999  | 6      |         | 6      |
| 200.000 bis 499.999  | 20     |         | 20     |
| 100.000 bis 199.999  | 23     | 4       | 27     |
| 50.000 bis 99.999    | 61     | 3       | 64     |
| 20.000 bis 49.999    | 119    | 13      | 132    |
| 10.000 bis 19.999    | 222    | 13      | 235    |
| 5.000 bis 9.999      | 465    | 19      | 484    |
| 2.000 bis 4.999      | 1.072  | 8       | 1.080  |
| unter 2.000          | 3      |         | 3      |
| gesamt               | 1 995  | 60      | 2 055  |

## Größte Unités urbaines in Frankreich
Zur Zeit der Volkszählung 2006 gab es in Frankreich folgende Unités urbaines mit über 200.000 Einwohnern (benannt jeweils nach der oder den größten und zentralen Gemeinde[n]):
|    | Unité urbaine                           | Einwohner (2006) | Fläche in km² (1999) | Gemeinden (1999) |
| 1  | Paris                                   | 10.142.983       | 2.723,03             | 396              |
| 2  | Marseille-Aix-en-Provence               | 1.418.482        | 1.289,59             | 38               |
| 3  | Lyon                                    | 1.417.461        | 954,19               | 102              |
| 4  | Lille (ohne den belgischen Teil)        | 1.016.205        | 450,26               | 62               |
| 5  | Nizza                                   | 940.018          | 721,08               | 50               |
| 6  | Toulouse                                | 850.876          | 808,14               | 72               |
| 7  | Bordeaux                                | 803.155          | 1.057,03             | 51               |
| 8  | Nantes                                  | 568.743          | 475,62               | 20               |
| 9  | Toulon                                  | 543.065          | 713,15               | 26               |
| 10 | Douai-Lens                              | 512.463          | 489,14               | 68               |
| 11 | Straßburg (ohne den deutschen Teil)     | 440.264          | 222,43               | 20               |
| 12 | Grenoble                                | 427.659          | 324,78               | 34               |
| 13 | Rouen                                   | 388.798          | 267,64               | 31               |
| 14 | Valenciennes (ohne den belgischen Teil) | 355.660          | 506,51               | 61               |
| 15 | Nancy                                   | 331.278          | 314,24               | 37               |
| 16 | Metz                                    | 322.948          | 362,50               | 47               |
| 17 | Montpellier                             | 318.223          | 154,39               | 11               |
| 18 | Tours                                   | 306.973          | 420,60               | 23               |
| 19 | Saint-Étienne                           | 286.399          | 231,22               | 17               |
| 20 | Rennes                                  | 282.550          | 184,83               | 10               |
| 21 | Avignon                                 | 273.360          | 507,91               | 22               |
| 22 | Orléans                                 | 269.284          | 289,52               | 19               |
| 23 | Clermont-Ferrand                        | 260.658          | 180,77               | 17               |
| 24 | Béthune                                 | 259.294          | 389,59               | 60               |
| 25 | Le Havre                                | 238.777          | 153,17               | 14               |
| 27 | Mülhausen                               | 238.637          | 215,03               | 19               |
| 26 | Dijon                                   | 238.088          | 166,03               | 15               |
| 28 | Angers                                  | 227.771          | 226,92               | 12               |
| 29 | Reims                                   | 212.022          | 94,30                | 7                |
| 30 | Brest                                   | 206.393          | 219,70               | 8                |

## Verwandte Begriffe
Von dem siedlungsgeographisch definierten Begriff Unité urbaine zu unterscheiden sind die wirtschaftsgeographisch definierten Begriffe Aire urbaine und Espace urbain, die in der Terminologie des INSEE den sozioökonomischen Einflussbereich einer oder mehrerer Unités urbaines bezeichnen.
Ebenfalls von der Unité urbaine unterschieden werden müssen die Communauté urbaine und die Communauté d’agglomération. Ihre Grenzen orientieren sich oft ungefähr an denen einer Unité urbaine, sind jedoch nicht zwangsläufig mit dieser deckungsgleich. Zudem existieren solche Gemeindeverbände nur in einem Teil der statistisch erfassten städtischen Agglomerationen.